# Mały Opalony Wierch
Mały Opalony Wierch – reglowy szczyt w grzbiecie oddzielającym Dolinę Lejową od Doliny Chochołowskiej w polskich Tatrach Zachodnich. Od znajdującego się poniżej w tym grzbiecie Wierchu Spalenisko (1324 m) oddziela go Kominiarska Przełęcz (1307 m), od znajdującego się wyżej Wielkiego Opalonego Wierchu (1485 m) przełęcz Niżnie Dudowe Siodło. Jest zwornikiem; w północno-zachodnim kierunku odchodzi od niego do Spalonej Czuby i Jamskiej Czuby boczne ramię oddzielające Dolinę Dudową od Doliny Huciańskiej (obydwie są bocznymi odnogami Doliny Chochołowskiej). Tak więc Mały Opalony Wierch wznosi się nad trzema dolinami: Lejową, Dudową i Huciańską.
Od Małego Opalonego Wierchu w północnym kierunku odchodzi jeszcze jedno ramię oddzielające górną część Doliny Huciańskiej od Kamiennego Żlebu. Znajdują się w nim wapienne skałki zwane Kobylimi Głowami.